# Lyciella affinis
Lyciella affinis är en tvåvingeart som först beskrevs av Zetterstedt 1847.  Lyciella affinis ingår i släktet Lyciella, och familjen lövflugor. Arten är reproducerande i Sverige.